# Sejling (plaats)
Sejling is een plaats in de Deense regio Midden-Jutland, gemeente Silkeborg. De plaats telt 361 inwoners (2008).